# Jules Rambaut
Jules Rambaut (Reims, 6 de abril de 1998) es un deportista francés que compite en baloncesto en la modalidad de 3×3. Participó en los Juegos Olímpicos de París 2024, obteniendo una medalla de plata en el torneo masculino.

## Palmarés internacional
| Juegos Olímpicos | Juegos Olímpicos | Juegos Olímpicos | Juegos Olímpicos |
| Año              | Lugar            | Medalla          | Competición      |
| ---------------- | ---------------- | ---------------- | ---------------- |
| 2024             | París (Francia)  | Medalla de plata | Torneo masculino |